# Vespasianus temploma
Rómában, a Forum Romanumon állt egykor Vespasianus temploma. Titus császár kezdte el építtetni, majd Domitianus császár fejeztette be i. sz. 80-ban. Ma már csupán három oszlop maradt fenn a hajdani épületből. Mellette helyezkedett el az istenített Faustina császárnénak kis (4 méter×6 méter) aediculája.